# 中国电机工程学报
《中国电机工程学报》创刊于1964年，是中国大陆工程科技类半月刊，编辑部位于北京市。此刊物由中国科学技术协会主管、中国电机工程学会主办。
《中国电机工程学报》在2018年被中华人民共和国国家新闻出版广电总局新闻报刊司评为2017年全国“百强报刊”。